# Lainie Kazan
Lainie Kazan, född 15 maj 1942 i Brooklyn, New York, är en amerikansk skådespelare.
Kazan har bland annat medverkat i de tre filmerna om Mitt stora feta grekiska bröllop där hon spelat mamman till Toula. Hon har även medverkat i Love Is All There Is och Jiddra inte med Zohan.

## Filmografi (i urval)
- 1982 – Berusad av framgång
- 1985 – Natty Gann och varghunden
- 1987 – Bigfoot och Hendersons
- 1996 – Love Is All There Is
- 2002 – Mitt stora feta grekiska bröllop
- 2007 – Bratz: The Movie
- 2008 – Jiddra inte med Zohan
- 2016 – Mitt stora feta grekiska bröllop 2
- 2023 – Mitt stora feta grekiska bröllop 3